# ボギスラフ10世 (ポメラニア公)

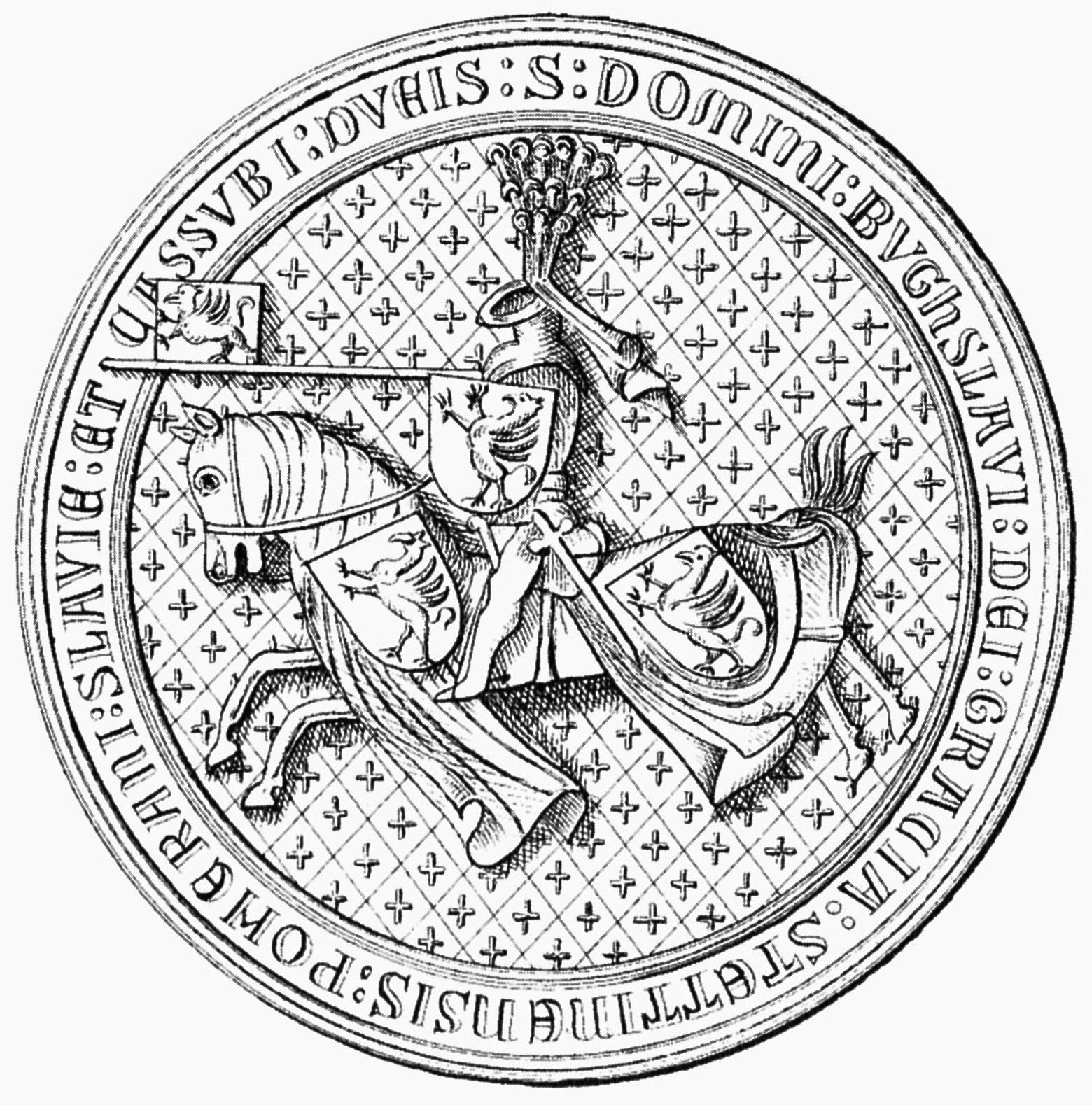
ボギスラフ10世のシール（1508年）

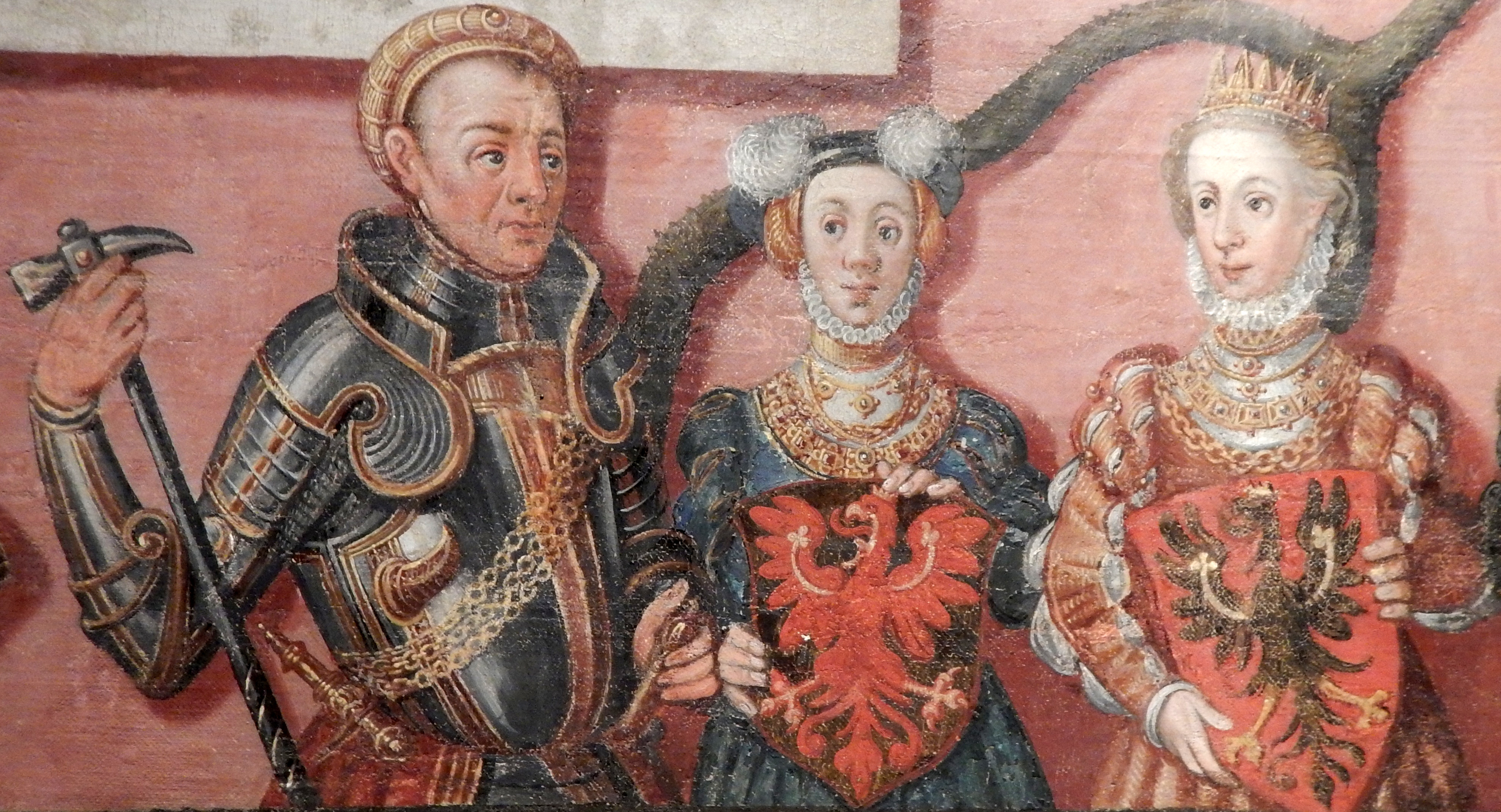
ボギスラフ10世と2人の妃

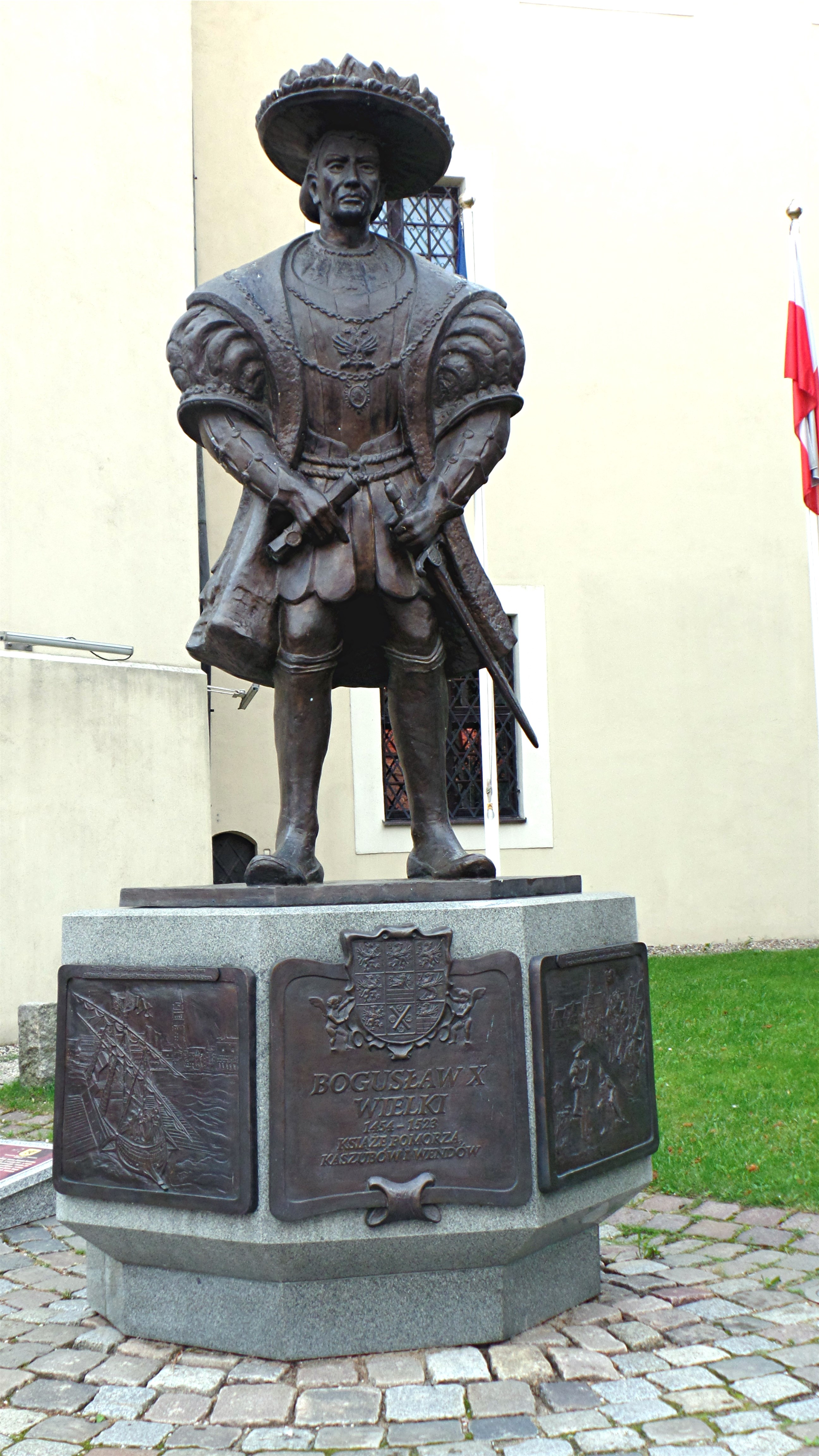
シュトルプ城前にあるボギスラフ10世の像

ボギスラフ10世（ドイツ語：Bogislaw X., 1454年5月28/29日/6月3日 - 1523年10月5日）またはボグスワフ10世（ポーランド語：Bogusław X）は、ポメラニア公（在位：1474年 - 1523年）。その治世下において、1478年以来分割されていたポメラニア全土が再統一された。

## 生涯
父はポメラニア＝ヴォルガスト公エーリヒ2世、母はポメラニア＝ヴォルガスト＝シュトルプ公ボギスラフ9世の娘ゾフィアであった。ボギスラフ10世は1474年に父の後を継いで公領を統治した。叔父ヴァルティスラフ10世の死後、1478年にボギスラフがその領地も引き継いだ。1464年にオットー3世を最後に断絶したシュテッティン公家の継承権を、ヴォルガスト公家のヴァルティスラフ10世とエーリヒ2世がブランデンブルクに対抗してすでに主張していたため、200年ぶりにポメラニアは一人の統治者の下で再統一された。
ポメラニアに対する主権を主張したブランデンブルクとの関係は、ボギスラフ10世にとって生涯を通じて最も重要な外交問題であり続けた。当初、ボギスラフ10世はブランデンブルク選帝侯に対し臣下の礼を取ることを拒否し、ポーランド王カジミェシュ4世の支援を得た。1477年にブランデンブルク選帝侯の娘マルガレーテ・フォン・ブランデンブルクと結婚し、1479年にポメラニア＝シュテッティンとポメラニア＝ヴォルガストを併合した。1493年、ボギスラフ10世はピジツェ条約によりブランデンブルクの主権を軽減させることができ、ボギスラフ10世とその子孫は臣下の礼を取ることを免除された。その見返りに、ポメラニア公家が断絶した場合には、ブランデンブルクを統治するホーエンツォレルン家を継承者としなければならなかった。
ボギスラフは結婚政策を通じて、グリフ家と北ドイツの最も重要な諸侯家およびデンマーク王室とを結びつけた。また、長男ゲオルクの代父であるザクセン公ゲオルクとも良好な関係を持っていた。
1492年、ボギスラフはシュターンベルクユダヤ人裁判に関与し、その結果、27人のユダヤ人が火刑に処され、残りのユダヤ人は全員メクレンブルクを去らなければならなかった。メクレンブルク公同様、ボギスラフ10世も領内のユダヤ人を追放した。
1496年、ボギスラフは皇帝マクシミリアン1世にローマ遠征への参加を頼まれたため、マクシミリアン1世に会うためにインスブルックを訪れた。しかしマクシミリアン1世に会うことはできず、代わりにヴェネツィアとパドヴァを経由してエルサレムに向かった。そこでボギスラフは1496年に聖墳墓の騎士に任命された。その帰途、ローマ教皇はボギスラフにポメラニアのカミエン教区と他の重要な封土を譲渡した。1498年4月、ボギスラフはシュチェチンに戻った。ボギスラフはイタリアから、法律家ピエトロ・ダ・ラヴェンナとヨハネス・フォン・キッチャーを伴ってきており、ピエトロ・ダ・ラヴェンナは数年間グライフスヴァルト大学の教授をつとめた。
ボギスラフは領地に戻り行政の近代化を続けた。ほぼ世襲の代官の代わりに公爵に献身的な役人のみ重用し、その多くは大学教育も受けていた。1489年に新しい鋳造命令が発行された。1492年にボギスラフはウエッカーミュンデに木材令を出した。ボギスラフの治世ではローマ法の導入も行われ、とりわけロンバルディア封建法はその一部であった。これには文字を書く必要があったため、ポメラニア貴族の没収に関する最古の手紙のほとんどがボギスラフ10世の治世に遡るのはこれらの理由によるものである。また、ボギスラフは都市の権力を打破しようとしたが、これはあまり成功しなかった。ほぼ独立していたシュトラールズントは、18世紀までポメラニア最大の都市であった。ボギスラフはヴォルガストとシュチェチンにある古い城を、ドイツの初期ルネッサンス様式の華やかな邸宅に改築させた。その後数十年をかけて、ヴォルガストに宮殿が建設され、1625年までヴォルガスト公の本邸として機能したが、その後1820年頃までに完全に破壊された。
1517年、ボギスラフは当時ベルブック修道院で活動し、後にポメラニアで最も重要な改革者となったヨハネス・ブーゲンハーゲンにポメラニア地域史の編纂を依頼した。ブーゲンハーゲンは1518年に『ポメラニア』という表題でラテン語の書籍を出版した。
年代記作者らはボギスラフの晩年について良いことをほとんど記していない。ボギスラフは自堕落な生活を送り、政務を無視したと言われている。ヴォルムス議会（1521年）において発行された勅書によりポメラニアを帝国の公国として認めさせ、2年後のニュルンベルク議会にも出席してブランデンブルクの主張に対抗してポメラニアの権利を守った。これにはシュトラールズント市長ニコラウス・スミターロウも同行した。また、ボギスラフの在世中にポメラニアにおいて宗教改革が始まったが、これに関しては消極的であった。
ボギスラフ10世は1523年10月5日にシュテッティンで亡くなり、オットー教会に埋葬された。息子ゲオルク1世とバルニム9世が公領を継承した。

## 結婚と子女
1464年に、ボギスラフはメクレンブルク公ハインリヒ4世の娘アンナと婚約していたが、アンナは同年に死去した。
1477年9月21日、ブランデンブルク選帝侯フリードリヒ2世の娘マルガレーテ・フォン・ブランデンブルクと結婚した。マルガレーテは1489年に亡くなった。この結婚では子供がいなかった。
1491年2月2日にポーランド王カジミェシュ4世のわずか14歳の娘アンナ（1476年 - 1503年）と結婚し、間に8人の子供をもうけた。
- アンナ（1492年 - 1550年） - レグニツァ公イェジ1世と結婚
- ゲオルク1世（1493年 - 1531年） - ポメラニア公
- カジミール（1494年 - 1518年）
- エリーザベト（1518年以前没） - クルンミン女子修道院長
- バルニム（1501年以前 - 1501年以前）
- ゾフィー（1498年 - 1568年） - デンマーク王フレゼリク1世と結婚
- バルニム9世（1501年 - 1573年）
- オットー（1503年以前 - 1518年以前）

ボギスラフには、聖職に就いた庶子クリストフ（1480年頃 - ?）もいた。

## 伝説
ボギスラフ10世の生涯と行為に関して数多くの伝説的な物語が残されているが、その最初は歴史家トーマス・カンツォウ（1505年 - 1542年）によるものであり、カンツォウはそれらを事実として記している。これには、母親に無視されたとされる若い公子の世話をした農夫ハンス・ランゲの伝説が含まれている。さらに、ボギスラフの聖地への旅は、トルコの海賊による攻撃に対するボギスラフの英雄的な行為を含む伝説的な物語を生み出した。これらの物語は、ポメラニアの人々が偉大な公爵に対して関心と尊敬を抱いていたことを示している。